# Nordhorn
Nordhorn è una città di 54 162 abitanti capoluogo e centro maggiore della Contea di Bentheim nell'estremo sud-ovest della Bassa Sassonia sul fiume Vechte. 
Nordhorn è una città membro dell'Euregio, è situata a pochi chilometri dal confine con i Paesi Bassi e con la Renania Settentrionale-Vestfalia.
Nordhorn possiede lo status di "Comune indipendente" (Selbständige Gemeinde).
Nordhorn è stata sede della Niehues & Dütting (denominata NINO), una delle principali aziende tessili d'Europa tra il 1950 e il 1970.

## Amministrazione

### Gemellaggi
- Coevorden, dal 1963
- Montivilliers, dal 1963
- Reichenbach im Vogtland, dal 1989
- Malbork, dal 1995
- Rieti, dal 2010[2][3]